# Croats
|  | Per a altres significats, vegeu «Croat». |

Els croats són un poble eslau que actualment habita Croàcia i part de Bòsnia i Hercegovina. Per extensió també s'anomena així a la seva llengua, a vegades anomenada serbocroat, tot i que hi ha controvèrsia amb aquesta denominació.